# 归化街道
归化街道是中华人民共和国贵州省毕节市大方县下辖的一个街道办事处。2019年8月8日，设置归化街道。辖原双山镇的香田社区、杨柳社区、归化社区和原文阁乡的常丰社区、瓦厂社区。

## 行政区划
归化街道下辖以下村级行政区划单位：
归化社区、香田社区、杨柳社区、瓦厂社区、常丰社区。